# 1311
1311. је била проста година.

## Догађаји

### Март
- 15. март — Одметнута Каталанска дружина је однела победу у бици код Халмироса над Валтером V од Бријена и преузела Атинско војводство.

### Непознат датум
- 1311-1312 — Сабор у Вјену